# Ertuğrul Sağlam
Ertuğrul Sağlam (* 19. November 1969 in Karadeniz Ereğli in der Provinz Zonguldak) ist ein ehemaliger türkischer Fußballspieler und heutiger Fußballtrainer.

## Fußballspielerkarriere

### Vereine
Mit dem Vereinsfußball begann Sağlam in der Nachwuchsabteilung von Erdemir Ereğlispor. Anschließend wechselte er in die Jugend von Fenerbahçe Istanbul.
Seine Profi-Karriere begann mit seinem Wechsel von der Jugend des Istanbuler Klubs Fenerbahçe zu Gaziantepspor zur Saison 1986/87. 1988 nahm ihn der türkische Erstligist Samsunspor unter Vertrag. In den folgenden Saisons war der junge Stürmer äußerst erfolgreich und wurde von den drei Spitzenclubs der Türkei, nämlich Beşiktaş Istanbul, Fenerbahçe Istanbul und Galatasaray Istanbul, umworben. Vor der Saison 1994/95 kam es zum Wechsel zum erstgenannten Verein. In seiner ersten Saison mit Beşiktaş wurde Sağlam türkischer Fußballmeister, 1998 gewann er mit der Mannschaft den türkischen Pokal. 2000 kehrte er zurück zu Samsunspor und beendete dort 2003 seine aktive Karriere.

### Nationalmannschaft
Sağlam gab sein A-Länderspieldebüt für die Türkei am 27. Oktober 1993 im WM-Qualifikationsspiel gegen Polen. Im darauf kommenden Qualifikationsspiel feierte er sein A-Länderspiel-Startelfdebüt und- tordebüt mit zwei Toren beim 2:1-Sieg gegen Norwegen. Sağlam gehörte 1996 zum Aufgebot der türkischen Mannschaft bei der Fußball-Europameisterschaft in England. Er beendete 1998 seine Karriere bei der Nationalmannschaft, bis zu diesem Zeitpunkt kam er auf 26 A-Länderspiele und 11 -tore.

## Trainerkarriere
Nach der Saison 2002/03 startete er seine Trainerkarriere als Trainerassistent beim damaligen Erstligisten Samsunspor. Er übernahm temporär den Posten als Teamchef und in der Folgesaison (2004/05) stieg er fest zum Teamchef auf. Von 2005 bis 2007 hatte er die sportliche Leitung bei Kayserispor inne. Er führte diesen Abstiegskandidaten zu einem Europapokal-Teilnehmer. Im Mai 2007 wurde er Trainer seines alten Vereins Beşiktaş Istanbul. Am 7. Oktober 2008 gab er seinen Rücktritt bei Beşiktaş Istanbul bekannt. Am 2. Januar 2009 unterschrieb er einen 3,5-Jahres-Vertrag beim türkischen Erstligisten Bursaspor. Gleich in seiner ersten Saison als Trainer bei Bursaspor gewann er die Türkische Meisterschaft 2010, der gleichzeitig der erste Meistertitel von Bursaspor in der Vereinsgeschichte ist. Am 27. Januar 2013 erklärte er seinen Rücktritt vom Traineramt in Bursa.
Ab der Saison 2013/14 ist Sağlam Trainer bei Eskişehirspor. Sağlam gab am 5. Januar 2015 seinen Rücktritt als Trainer von Eskişehirspor bekannt. In der Spielzeit 2014/15 kam er mit seiner Mannschaft, in 16 Spielen, zu drei Siegen, sieben Unentschieden und sechs Niederlagen.
Am 7. Juni 2015 gab Bursaspor bekannt, dass man sich mit Sağlam zu einer Rückkehr geeinigt hat. Sağlam erhält einen Dreijahresvertrag. Nach enttäuschenden Ergebnissen wurden bereits zu Saisonbeginn von einigen Fans der Rücktritt Sağlams gefordert. Nachdem sich nach 13. Spieltagen immer noch keine Aufwärtstrend abzeichnete, verließ Sağlam nach der 1:2-Heimniederlage gegen Kayserispor den Verein nach gegenseitigem Einvernehmen mit der Klubführung.
Sağlam übernahm am 13. Juni 2017 den gerade in die Süper Lig aufgestiegenen Verein Yeni Malatyaspor, wo er jedoch nach vier Spielen seinen Vertrag mit dem Club auflöste.
Während der laufenden Spielzeit 2017/18 übernahm Sağlam im Januar 2018 erstmals einen Trainerposten im Ausland und somit ersetzte er Yahya Golmohammadi beim iranischen Erstligisten Tractor Sazi Täbris. Diesen Erstligisten betreute Sağlam bis zum Saisonende. Nach Saisonende war der Vereinspräsident bereit mit ihm weiter zu arbeiten, aber er entschied sich gegen einen Verbleib aufgrund der chaotischen und ökonomischen Rahmenbedingungen und somit bevorzugte er eine Rückkehr in sein Heimatland.
Zur Saison 2018/19 übernahm er zum zweiten Mal in seiner Karriere den zentralanatolischen Erstligisten Kayserispor und betreute ihn bis zu seinem Rücktritt im Dezember 2018. In der laufenden Saison 2019/20 übernahm er im November 2019 den damaligen Drittligisten Samsunspor und führte sie als Gruppensieger in die TFF 1. Lig, türkische zweithöchste Spielklasse.

## Erfolge

### Als Spieler
- Mit Samsunspor
  - 2 × Aufstiege in die Süper Lig (damals 1. Lig)
    - 1990/91 als Gruppensieger (Gruppe A) der Türkiye 2. Futbol Ligi
    - 1992/93 als Sieger (Aufstiegsrunde) der Türkiye 2. Futbol Ligi

  - Balkanpokalsieger: 1993/94[14]

- Mit Beşiktaş Istanbul
  - Türkischer Meister: 1994/95
  - Türkischer Pokal: Sieger 1997/98, Finalist 1998/99
  - Präsidenten-Pokalsieger: 1998
  - Premierminister-Pokalsieger: 1997
  - TSYD-Istanbul-Pokalsieger: 1996

- Mit der türkischen Nationalmannschaft:
  - Teilnahme an der Europameisterschaft 1996

### Als Teamchef bzw. Trainer
- Mit Kayserispor
  - UEFA-Intertoto-Cupsieger: 2006[15]

- Mit Bursaspor
  - Türkische Meisterschaft: Meister 2009/10, Dritter 2010/11
  - Türkischer Pokalfinalist: 2011/12

- Mit Eskişehirspor
  - Türkischer Pokalfinalist: 2013/14

- Mit Samsunspor
  - Aufstieg in die TFF 1. Lig als Gruppensieger der TFF 2. Lig: 2019/20

## Sonstiges
- Sağlam studierte neben seiner Fußballspielerkarriere an der Sportakademie und schloss das Studium mit einem Master ab.[3]
- Sağlam ist der erste gewesen der sowohl als Spieler als auch als Trainer die Türkische Fußballmeisterschaft gewinnen konnte.